# Mike D'Antonio
Mike D'Antonio (...) è un bassista statunitense, componente e fondatore del gruppo metalcore del Massachusetts Killswitch Engage.

## Biografia
Il suo stile è influenzato dalle band In Flames e Dark Tranquility, e cita Cliff Burton e Harley Flanagan come sue massime influenze artistiche.
D'Antonio formò la band Killswitch Engage in seguito allo scioglimento della sua ex band Overcast nel 1998. Egli fa anche da artista grafico e possiede pure una sua ditta.
Mike è vegetariano, e inoltre ha sostenuto a lungo una campagna contro il razzismo.